# Lore Bronner
Lore Bronner (26 de noviembre de 1906 - 2 de junio de 2002) fue una actriz teatral alemana, directora del Teatro Lore-Bronner-Bühne de Múnich.

## Biografía
Nacida en Karlsruhe, Alemania, en su honor se concede anualmente el Premio Teatral Lore-Bronner.
Trabajó para Bayerischer Rundfunk, para Radio Bremen y para Schweizer Radio. En el show radiofónico Dickie Dick Dickens encarnó al personaje Mummy Tobo Dutch. 
A partir de 1957 también fue actriz televisiva y cinematográfica, participando en series como Das Kriminalmuseum, Derrick y Forsthaus Falkenau.
Lore Bronner falleció en Múnich en el año 2002. Fue enterrada en el Cementerio Nordfriedhof de esa ciudad.

## Filmografía (selección)
- 1957 : Die Eintagsfliege
- 1964 : Die Teilnahme (telefilm)
- 1967 : Das Kriminalmuseum (serie TV), episodio Kaliber 9
- 1968 : Das Kriminalmuseum (serie TV), episodio Der Bohrer
- 1976 : Zwickelbach & Co. (serie TV)
- 1979 : Esch oder Die Anarchie (telefilm)
- 1982 : Derrick (serie TV), episodio Eine Rose im Müll[1]
- 1982 : Regentropfen
- 1984 : Die Hermannsschlacht (telefilm)
- 1991 : Die glückliche Familie (serie TV), episodio S.O.S.
- 1992 : SOKO 5113 (serie TV), episodio Feuer im Herz
- 1993 : Forsthaus Falkenau (serie TV), episodio Zwei Omas sind einfach zuviel
- 1993 : Forsthaus Falkenau (serie TV), episodio Kinderkram
- 1994 : Der Fahnder (serie TV), episodio Der Neue
- 1997 : Der Fischerkrieg (telefilm)
- 1998 : Supersingle (telefilm)